# Barcience

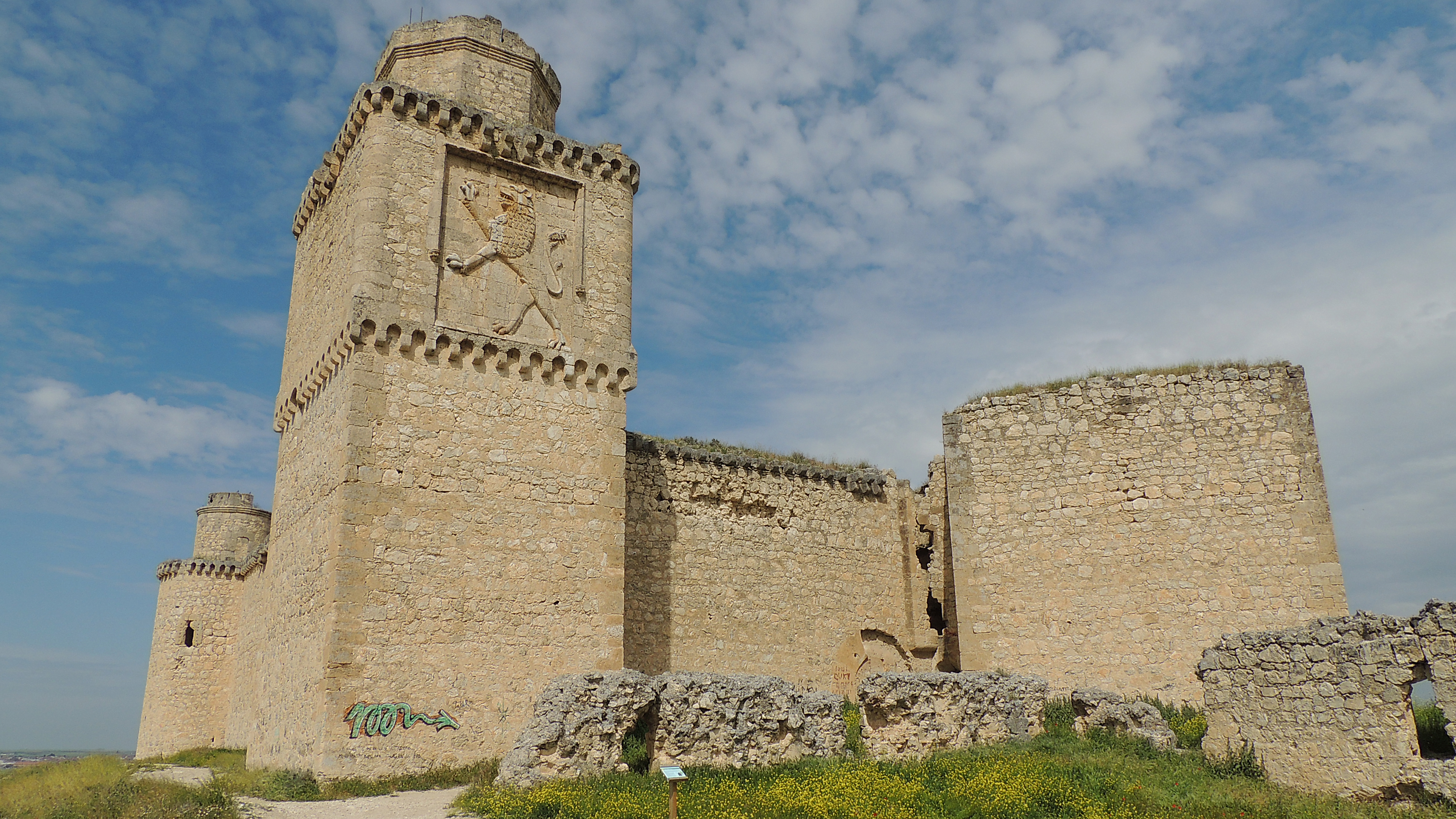
Barcience – Castillo

Barcience ist ein Ort und eine zentralspanische Gemeinde (municipio) mit 1.049 Einwohnern (Stand: 2024) in der Provinz Toledo in der Autonomen Gemeinschaft Kastilien-La Mancha.

## Lage und Klima
Der Ort Barcience liegt gut 25 km (Fahrtstrecke) nordwestlich von Toledo in der historischen Provinz La Mancha in einer Höhe von ca. 555 m; bis nach Madrid sind es gut 86 km in nordöstlicher Richtung. Das Klima im Winter ist rau, im Sommer dagegen trocken und warm; der spärliche Regen (ca. 380 mm/Jahr) fällt überwiegend in den Wintermonaten.

## Bevölkerungsentwicklung
| Jahr      | 1857 | 1900 | 1950 | 2000 | 2017 |
| Einwohner | 257  | 277  | 378  | 111  | 806  |

Nach einem Bevölkerungsrückgang in der zweiten Hälfte des 20. Jahrhunderts aufgrund der Mechanisierung der Landwirtschaft und der Aufgabe von bäuerlichen Kleinbetrieben profitiert der Ort seit Beginn des 21. Jahrhunderts von einer guten Verkehrsanbindung zum Großraum Madrid.

## Wirtschaft
Das Umland von Barcience war und ist im Wesentlichen landwirtschaftlich geprägt (Weizen); in geringem Umfang wird auch Wein- und Olivenanbau betrieben. Die Bevölkerung lebte jahrhundertelang weitgehend als Selbstversorger, denn Verkäufe (z. B. von Käse, Wurst und Schinken) auf den regionalen Märkten waren wegen der großen Entfernungen nur schwer möglich.

## Geschichte
Obwohl nur sehr wenige prähistorische, keltische, römische, westgotische und maurische Funde gemacht wurden, ist die historische Anwesenheit von Siedlern und Soldaten in der Region wahrscheinlich. Im Jahr 1085 wurde die Gegend von Alfons VI. aus den Händen der Mauren zurückerobert (reconquista), jedoch kurz darauf von den berberischen Almoraviden erneut bedroht. Erst unter Alfons VII. (reg. 1126–1157) wurde die Region La Mancha um das Jahr 1130 endgültig christlich. Die Gegend wurde dem Santiagoorden übergeben; später gehörte sie zur Grundherrschaft (señorio) der Grafen von Cifuentes. Barcience lag am Pilgerweg von der Levante (Valencia) über Ávila und Salamanca und weiter nach Santiago de Compostela.

## Sehenswürdigkeiten
- Die kleine einschiffige Iglesia de Santa María la Blanca steht etwas außerhalb des Ortes und stammt aus dem 18./19. Jahrhundert. Bemerkenswert ist der aus Ziegelsteinen konstruierte Hufeisenbogen des Portals.[4]
- Trotz nicht nachweisbarer kriegerischer Aktivitäten liegt die von den Grafen von Cifuentes im 15. Jahrhundert erbaute Burg (castillo) in Ruinen. Wichtigster Bauteil ist der Bergfried (torre del homenaje) mit einem gut erhaltenen ca. 3 m hohen Steinrelief eines schreitenden Löwen mit Alfiz-Rahmung.[5]